# 25800 Глуховський
25800 Глуховський (25800 Glukhovsky) — астероїд головного поясу, відкритий 4 лютого 2000 року.
Тіссеранів параметр щодо Юпітера — 3,042.